# 維夫尼亞
49°20′0″N 23°53′13″E / 49.33333°N 23.88694°E
維夫尼亞（烏克蘭語：Вівня），是烏克蘭的村落，位於該國西部利沃夫州，由斯特雷區斯特雷市鎮負責管轄，始建於1394年，面積11.69平方公里，海拔高度277米，2001年該村落人口686。